# ريك مونت
ريك مونت (بالإنجليزية: Rick Mount)‏ مواليد 5 يناير 1947 في لبنان، هو لاعب كرة سلة أمريكي معتزل. بدأ مسيرته الاحترافية في سنة 1970. تم اختياره من قبل فريق لوس أنجلوس ليكرز خلال الدرافت. يبلغ طوله 6 قدم 4 بوصة (1.9 م). اعتزل اللعب في 1975.

## روابط خارجية
- ريك مونت على موقع سبورتس رفرنس (الإنجليزية)
- ريك مونت على موقع كلية كرة السلة في سبورتس رفرنس.كوم (الإنجليزية)
- ريك مونت على موقع ريلجم (الإنجليزية)
- ريك مونت على موقع بروبوليرز (الإنجليزية)
- ريك مونت على موقع قاعة المشاهير الجامعة الوطنية لكرة السلة (الإنجليزية)